# Sant'Agata dei Goti Aglianico riserva
Il Sant'Agata dei Goti Aglianico riserva è un vino DOC la cui produzione è consentita nella provincia di Benevento.

## Caratteristiche organolettiche
- colore: rosso più o meno intenso, talvolta tendente al granato.
- odore: armonico, persistente.
- sapore: equilibrato, giustamente tannico.

## Produzione
Provincia, stagione, volume in ettolitri
- nessun dato disponibile